# Achillea ageratum
Achillea ageratum is een soort uit de composietenfamilie (Asteraceae). De plant komt voor in het Zuid-Europa, in landen zoals Spanje, Portugal, Frankrijk, Italië, Griekenland en in de Balkanlanden. 
... · 
A. abrotanoides · 
A. ageratum · 
Achillea filipendulina (Geel duizendblad) · 
A. millefolium (Duizendblad) · 
A. ptarmica (Wilde bertram) · 
...